# Andrea Bargnani

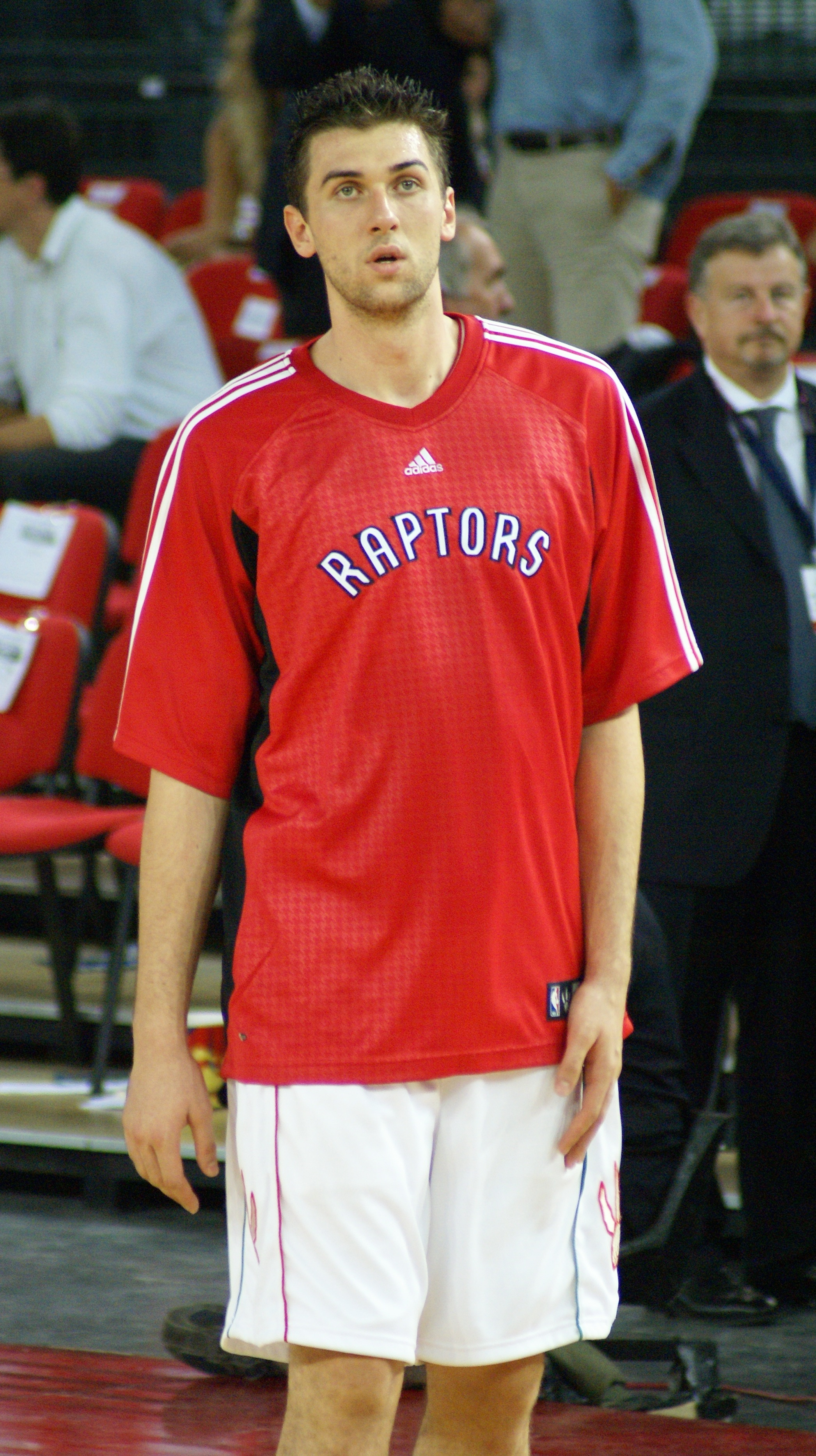

Andrea Bargnani (Rome, 26 oktober 1985) is een Italiaans basketballer die de bijnaam Il Mago heeft. Hij is professioneel basketballer bij de New York Knicks en bekleedt de positie Power Forward/Center. Hij was de eerste keus in de NBA Draft van 2006. In Italië speelde hij bij Stella Azzurra Roma (2002-2003) en Benetton Treviso (2003-2006).

## Gemiddelden
| Jaar     | Team | W       | WS | MPW  | DP%  | 3P%  | VW%  | ORPW | DRPW | TRPW | APW | SPW | BPW | TOPW | FPW  | PPW  |
| -------- | ---- | ------- | -- | ---- | ---- | ---- | ---- | ---- | ---- | ---- | --- | --- | --- | ---- | ---- | ---- |
| 06-07    | TOR  | 3333300 | 2  | 25.1 | .427 | .373 | .824 | 0.8  | 3.1  | 3.9  | 0.8 | 0.5 | 0.8 | 1.65 | 2.80 | 11.6 |
| 07-08    | TOR  | 12      | 7  | 23.6 | .398 | .480 | .760 | 1.0  | 3.5  | 4.5  | 1.0 | 0.2 | 0.3 | 1.42 | 3.00 | 11.8 |
| Carrière |      | 77      | 9  | 24.8 | .422 | .390 | .814 | 0.8  | 3.2  | 4.0  | 0.8 | 0.4 | 0.7 | 1.61 | 2.80 | 11.6 |